# Hornmilben

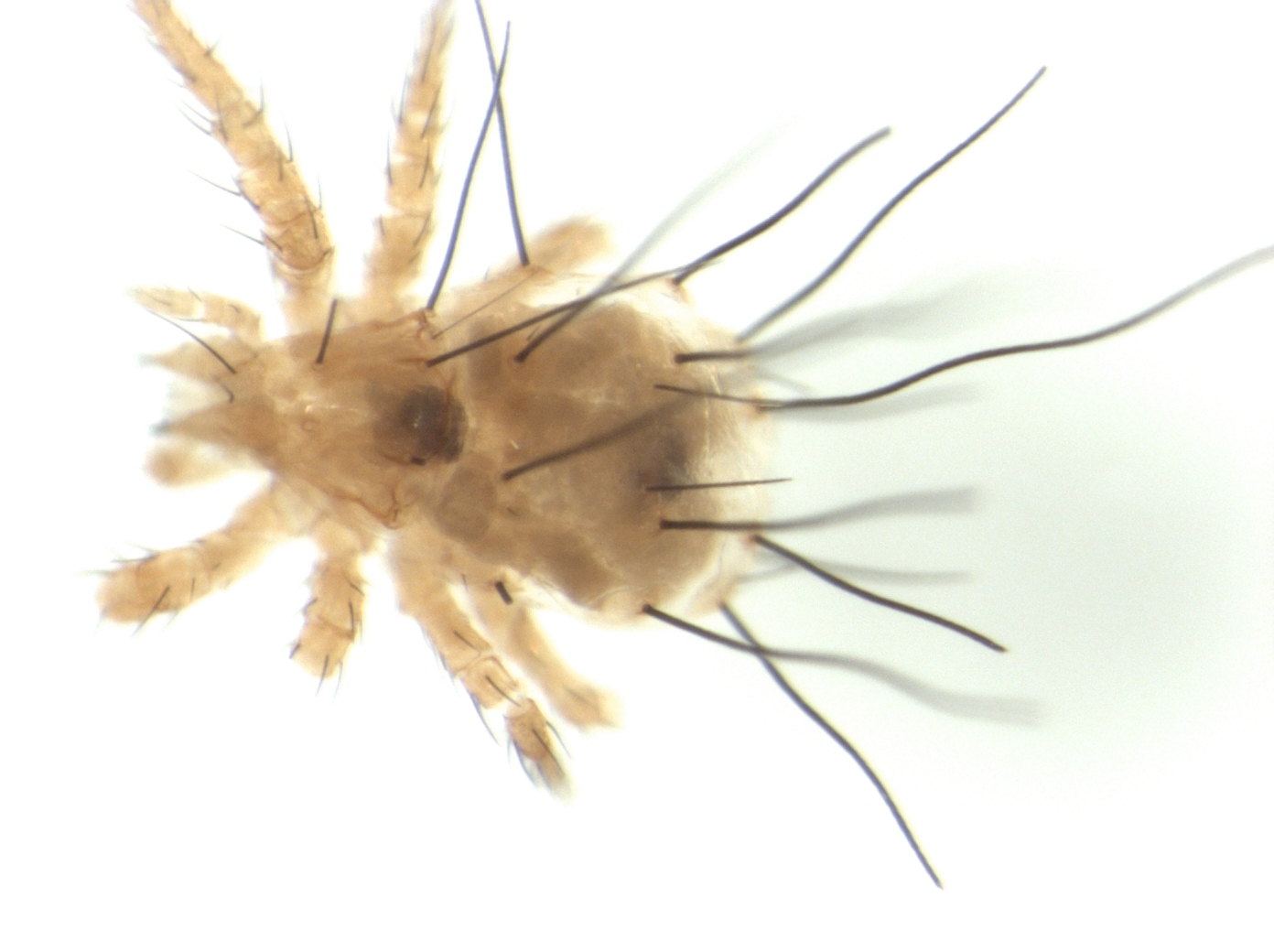
Eine Hornmilbe aus der Gattung Stomacarus

Die Hornmilben (Oribatida), auch Moos-, Käfer- oder Panzermilben genannt, sind eine Ordnung der Milben, die überwiegend im Humus und Boden, aber auch in feuchtem Moos und selten in Wasser leben. Sie spielen eine wichtige Rolle bei der Streuzersetzung.

## Systematik
Die Ordnung der Hornmilben ist äußerst arten- und formenreich. Fossilien belegen, dass diese Tiergruppe bereits vor etwa 380 Millionen Jahren im Devon vorkam. Heute sind weltweit etwa 10.000 Hornmilbenarten bekannt, von denen circa 60 Familien mit 400 Arten in Deutschland zu finden sind.

## Körperbau
Die meisten Arten sind stark gepanzert und haben eine kugelige Form. Diese dient zum Schutz vor Feinden und gegen Austrocknung. Die kugelförmige Schutzstellung kann zusätzlich durch das Anlegen der Beine in Körpervertiefungen oder durch Überdeckung der Beine durch flügelartige Anhänge des Hysterosoma verstärkt werden. Das Einziehen der Beine in den Körper und ihre Abdeckung durch das Rostrum wird Ptychoidie genannt.
Die eingangs erwähnten deutschen Namen der Oribatida beziehen sich auf die Ähnlichkeit mit Käfern oder die starke Panzerung (oder auch auf den Lebensraum Moos) und sind somit nicht für die ganze Ordnung zutreffend.
Die Arten der Familien Damaeidae und Neoliodidae sind vorwiegend groß und haben verhältnismäßig lange Beine. Sie leben meist in lockerer Streu und Moos und schützen sich, indem sie auf ihrem Rücken alte abgestreifte Larven- beziehungsweise Nymphenhäute mit sich herumtragen. Dieses Schutzpaket ist häufig noch zusätzlich mit Schmutzteilen inkrustiert.
Die feuchtigkeitsbedürftigen Arten der Familie Brachychthoniidae sind gar nicht oder kaum gepanzert. Die Tiere sehen weißlich aus, da sie nur wenig Chitin besitzen.

## Ernährung
Hornmilben fressen, je nach Typ, Pflanzenteile wie zum Beispiel Laubblätter, seltener leben sie räuberisch oder als Aasfresser. Ernährungsbiologisch werden sie nach ihrem Futter in 3 verschiedene Gruppen eingeteilt. Die makrophytophagen Arten ernähren sich nur vom makrophytischen Bestandesabfall, die mikrophytophagen Arten von Mikroorganismen wie Algen, Bakterien und Pilzen, und die dritte Gruppe der panphytophagen Arten ernähren sich als Nichtspezialisten von gemischter Nahrung.
Bei den bodenbewohnenden Milben sind Hornmilben mit einem Anteil von 70 bis 90 % vertreten. Sie leben in der Streu und in der oberen Bodenschicht bis 5 cm (maximal 10 cm) Bodentiefe. Hier ertragen sie sowohl Trockenheit als auch Nässe. Wegen ihrer Toleranz gegenüber niedrigen pH-Werten gehören Hornmilben in stark versauerten Waldböden zu den wichtigsten Streuzersetzern. Sie können 10 bis 20 % des jährlichen Bestandesabfalls fressen. Dabei wird die Zellulose und das Lignin von Mikroorganismen im Darm der Milben aufgeschlossen.
Die Individuendichte auf einem Quadratmeter Waldboden kann 20.000 bis 50.000 Tiere betragen. Dieses entspräche einem Lebendgewicht von 8 bis 20 kg je Hektar.

## Gesundheitliche Bedeutung
Einige Hornmilben dienen als Zwischenwirte verschiedener Bandwürmer, vor allem der Anoplocephalidae, die in Haus- oder Wildtieren parasitieren. So infizieren sich zum Beispiel Kühe oder Pferde, wenn sie auf feuchten Weiden grasen und dabei Hornmilben verschlucken. Für die Monieziose der Wiederkäuer sind allein 20 Arten von Hornmilben als Zwischenwirt bekannt.
Viele Arten der Hornmilben können fettlösliche Alkaloide synthetisieren, die eine Giftwirkung aufweisen. Verschiedene kleine Froscharten, darunter die Pfeilgiftfrösche, deren Nahrung zu einem großen Teil aus Hornmilben besteht, erhalten durch diese Sequestrierung von Toxinen ihre eigenen Gifte. Sie können diese Stoffe, meist Pumiliotoxine, so umbauen, dass sie ihnen nicht schaden und über die Haut abgegeben werden können. Die Gifte dienen diesen Fröschen als Schutz vor Bakterien und Pilzen und halten Fressfeinde ab.
Viele Gattungen und Arten der Überfamilie Analgoidea parasitieren auf den Federn von Vögeln und werden daher als Federmilben bezeichnet. Federmilben können jedoch auch aus anderen Gruppen der Milben, die nicht mit den Hornmilben näher verwandt sind, stammen.
Hornmilben der Arten Trhypochtonius tectorum und Trichoribates trimaculatus sind vermutlich für die Ausbreitung der Gewöhnlichen Gelbflechte verantwortlich. In ihrem Kot können Ascosporen und Algenzellen nachgewiesen werden.